# Katarina Vasiljevna Budanova
Katarina Vasiljevna Budanova (rusko Екатерина Васильевна Буданова, z vzdevkom Katja), ruska častnica, vojaška pilotka, letalski as in herojinja Sovjetske zveze, * 7. december 1916, vas Konopljanka (Konoplinka), Vjazemski okraj, Smolensko okrožje, Rusija, † 19. julij 1943, vas Novo-Krasnovka (Novokrasnovka) pri mestu Antracit, Lugansko okrožje.

## Življenjepis
Budanova je bila kot gardna nadporočnica pripadnica 73. gardnega polka lovskega letalstva (6. gardna divizija lovskega letalstva, 8. letalska armada, južna fronta). Bojevala se je skupaj z Lidijo Vladimirovno Litvjakovo in bila njena dobra prijateljica.
Že zelo zgodaj je ostala sirota. Po končani šoli je odšla v Moskvo, da bi se zaposlila. Morala je skrbeti tudi za mlajšo sestrico. Delala je v tovarni v Filjahu in kmalu končala letalsko šolanje v mestnem Aeroklubu ter leta 1937 postala inštruktorica letenja aerokluba Kijevskega okraja. Izšolala je nad petdeset dobrih pilotov.
Septembra 1941 so začeli ustanavljati ženske letalske polke in hotela se jim je pridružiti. Oktobra so jo sprejeli v Rdečo armado. Do tedaj je letela le na enosedežnemu letalu UT-1. Poslali so jo v lovski oddelek. Po prešolanju na vojaško lovsko letalo Jak-1 v Saratovu, so jo dodelili v 586. ženski polk lovskega letalstva.
15. aprila 1942 je branila nebo na Saratovim.
Med drugo svetovno vojno je opravila 266 (256) vojaških poletov, sodelovala v 66 bojih in dosegla 11 zmag (od tega 6 v samostojnih dvobojih) (drugi viri 10+4).